# 平成16年台風第15号
平成16年台風第15号（へいせい16ねんたいふうだい15ごう、アジア名：メーギー/Megi）は、2004年8月に発生し、日本列島に大雨や暴風による被害を出した台風である。後に局地激甚災害に指定された。

## 概要

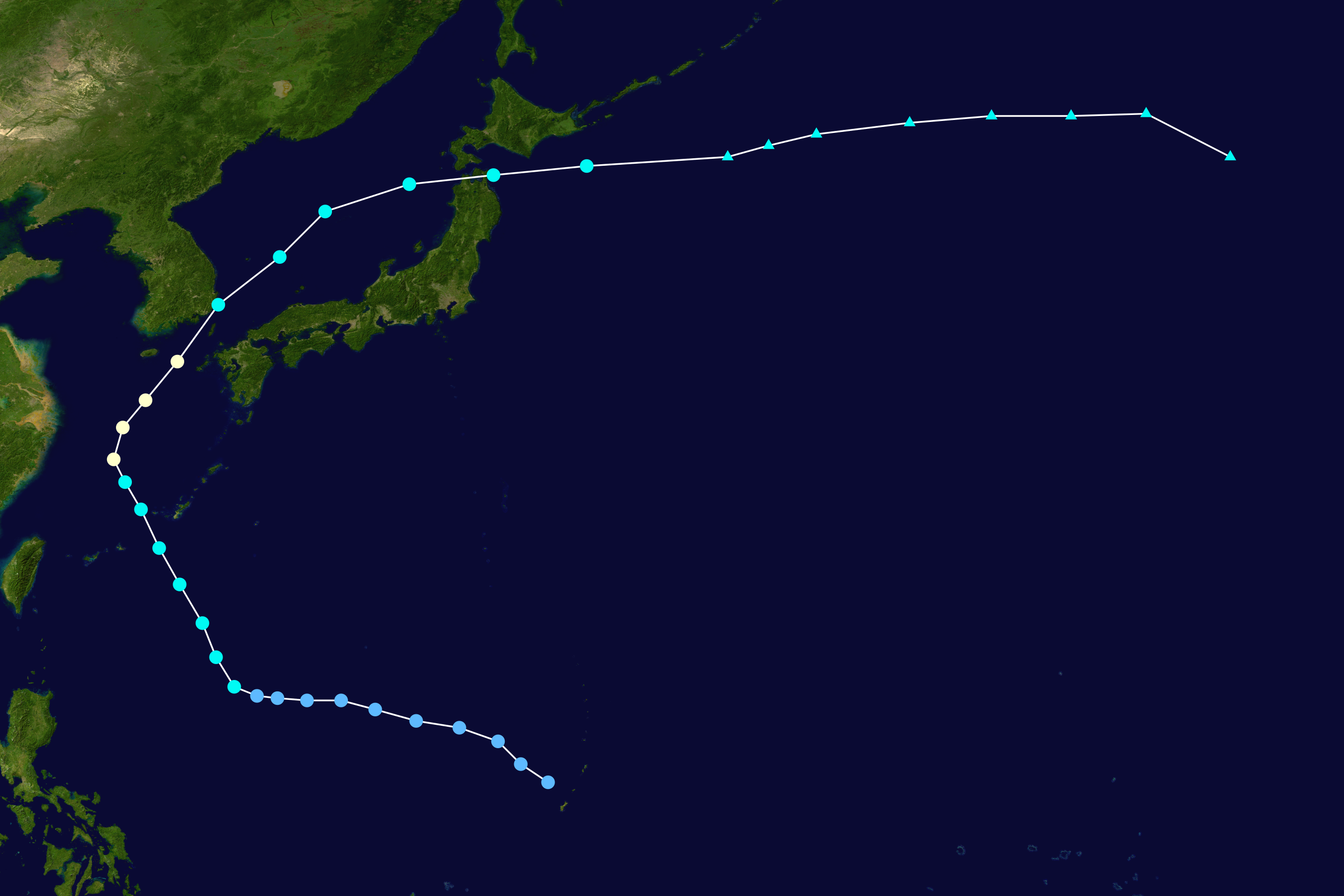
進路図

2004年8月16日に、フィリピンの東海上で発生した台風15号は、17日には沖縄県久米島の西海上を通り東シナ海へ進んだ。その後は強い勢力を維持したまま、東シナ海から長崎県対馬付近を経て日本海を北東進し、強い勢力で20日6時過ぎに青森県の津軽半島に上陸。同日18時に北海道根室市の南東海上で温帯低気圧に変わった。
台風が沖縄近海から東シナ海を北上中していた17日から18日にかけて、西日本や東日本に台風の外側の暖かく湿った空気が流入し雨雲が発達して、四国地方や九州地方などで非常に激しい雨となった。愛媛県四国中央市富郷での総降水量はおよそ600mmに達し、8月の月間降水量の平年値である、240.9mmの約2.5倍となった。さらに台風が前線を刺激したため、20日までの期間降水量は四国地方で600mmを超えたほか、東北地方や北海道の一部では、台風や前線の影響により200mmから300mmの豪雨となった。また台風接近時を中心に、九州から北海道にかけての日本海側の各地で暴風となった。

## 被害
| 平成16年台風第15号による被害 | 平成16年台風第15号による被害 | 平成16年台風第15号による被害 | 平成16年台風第15号による被害 | 平成16年台風第15号による被害 |
| ---------------------------- | ---------------------------- | ---------------------------- | ---------------------------- | ---------------------------- |
| 死者 10人                    | 床上浸水 410棟               | 住家全壊 19棟                | 一部損壊 728棟               | 船舶被害 90隻                |
| 負傷者 35人                  | 床下浸水 2,141棟             | 住家半壊 86棟                | 耕地被害 71 ha               | 被害総額 397億円             |

長崎県では18日夜から19日にかけて係留していた漁船が転覆する被害が出た。また、平戸市など4市4町で75世帯109人が公民館などに自主避難した。
福岡県では、18日から19日にかけて九州新幹線や鹿児島本線で運休や遅れが相次ぎ、ダイヤが大きく乱れた。また、高速船ビートルは19日、午後2時30分までの便が欠航した。さらに福岡市営渡船と博多港博多埠頭 - 厳原港航路のフェリーは同日、全便が欠航した。その他、福岡空港 - 佐賀空港発着の一部の便が欠航し、対馬空港でも3便が欠航するなど空の便にも影響が出た。